# Amphiplica plutonica
Amphiplica plutonica is een slakkensoort uit de familie van de Pseudococculinidae. De wetenschappelijke naam van de soort is voor het eerst geldig gepubliceerd in 1999 door Leal & Harasewych.